# باول ووكر
باول ووكر (بالإنجليزية: Paul Walker)‏ (3 أبريل 1949 ببرادفورد في المملكة المتحدة - ) هو لاعب كرة قدم بريطاني في مركز الوسط. لعب مع سويندون تاون ونادي بارنسلي ونادي بيتربورو يونايتد ونادي واتفورد وهدرسفيلد تاون ووولفرهامبتون واندررز.

## وصلات خارجية
- باول ووكر على موقع قاعدة بيانات كرة القدم.إي يو (الإنجليزية)